# Frustratie
Frustratie (Latijn: frustrari) is de emotionele toestand van iemand die belemmerd wordt zijn verwachtingen, behoeften of doel te verwezenlijken. In tegenstelling tot depressie, een langdurige negatieve stemming, is frustratie meestal een tijdelijk gevoel. 
De oorzaak kan liggen in invloeden van buitenaf. bijvoorbeeld overmacht, en zich uiten door bepaalde karaktereigenschappen van de persoon in kwestie, zoals agressie of apathie. Antoniemen van frustratie zijn voldoening en gratificatie.